# Lozeanskîi, Boureni
Lozeanskîi (în ucraineană Лозянський) este localitatea de reședință a comunei Lozeanskîi din raionul Boureni, regiunea Transcarpatia, Ucraina.

## Demografie
Componența lingvistică a localității Lozeanskîi
     Ucraineană (99,5%)
     Alte limbi (0,5%)
Conform recensământului din 2001, majoritatea populației localității Lozeanskîi era vorbitoare de ucraineană (99,5%), existând în minoritate și vorbitori de alte limbi.